# Limnohabitans parvus
Limnohabitans parvus es una bacteria gramnegativa del género Limnohabitans. Fue descrita en el año 2010. Su etimología hace referencia a pequeño. Es aerobia e inmóvil. Tiene un tamaño de 0,3 μm de ancho por 0,6 μm de largo. Temperatura de crecimiento entre 4-34 °C. Catalasa y oxidasa positivas. Se ha aislado de aguas en el reservorio Rímov, en la República Checa. 